# Fair Haven (Nova Jérsei)
Fair Haven é um distrito localizado no estado americano de Nova Jérsei, no Condado de Monmouth.

## Demografia
Segundo o censo americano de 2000, a sua população era de 5937 habitantes.
Em 2006, foi estimada uma população de 5885, um decréscimo de 52 (-0.9%).

## Geografia
Fair Haven está localizada em 40° 21′ 38″ N, 74° 02′ 15″ O (40.360581, -74.037387).
De acordo com o United States Census Bureau tem uma área de
4,3 km², dos quais 4,3 km² cobertos por terra e 0,0 km² cobertos por água.

## Localidades na vizinhança
O diagrama seguinte representa as localidades num raio de 4 km ao redor de Fair Haven.